# Украинский научный институт Гарвардского университета

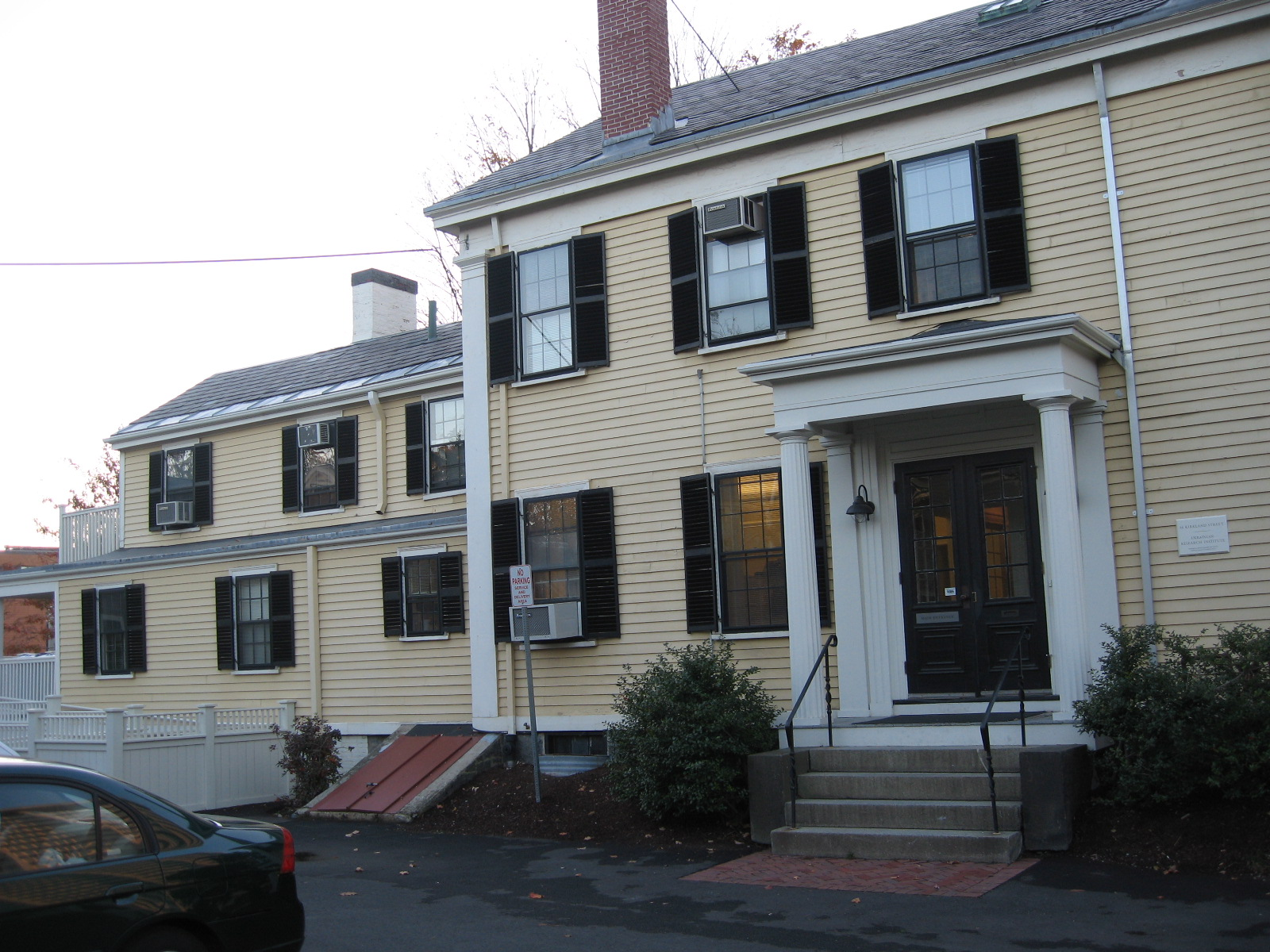
Здание Украинского научного института

Украинский научный институт Гарвардского университета (англ. Harvard Ukrainian Research Institute, укр. Український науковий інститут Гарвардського університету) — научный институт при Гарвардском университете, в котором изучается история, культура, язык и политика Украины. Другие области исследования включают украинскую литературу, археологию, искусство и экономику.
Украинский научный институт был основан в 1973 году в Кембридже Омельяном Прицаком и другими ведущими украинистами. Он действует в качестве координационного центра для студентов и аспирантов, научных сотрудников и преподавателей, оказывая им помощь в исследованиях. До создания научного института его учредители проводили еженедельные семинары по украинистике. Эти семинары продолжаются и по сей день (с 2001 года под эгидой Гарвардской группы украинистики).
Украинский научный институт поддерживает одну из самых больших коллекций украинских книг и других медиа на Западе, как непосредственно у себя, так и во многих библиотеках Гарварда. Научный институт также управляет Гарвардским украинским летним институтом, который предлагает летние курсы по различным темам, связанным с Украиной. Он также публикует журнал Harvard Ukrainian Studies (HUS) (основанный в 1977 году) и различные книжные издания по украинистике.